# Document
| 전문가 평가                       | 전문가 평가 |
| 평가 점수                         | 평가 점수   |
| 출처                              | 점수        |
| --------------------------------- | ----------- |
| AllMusic                          | [ 3 ]       |
| Chicago Tribune                   | [ 4 ]       |
| Christgau's Record Guide          | A           |
| The Encyclopedia of Popular Music | [ 6 ]       |
| Entertainment Weekly              | A−          |
| Los Angeles Times                 | [ 8 ]       |
| Pitchfork                         | 8.2/10      |
| Q                                 | [ 10 ]      |
| Rolling Stone                     | [ 11 ]      |
| The Rolling Stone Album Guide     | [ 12 ]      |
| Uncut                             | 9/10        |

《Document》는 1987년 8월 31일 I.R.S. 레코드에 의해 발매된 미국의 록 밴드 R.E.M.의 다섯 번째 스튜디오 음반이다. 이 음반은 스콧 리트가 프로듀싱한 밴드의 첫 번째 음반이었다.
그들의 이전 음반 《Lifes Rich Pageant》의 맥락을 이어가면서, 《Document》는 그 밴드의 이전 음반들과 비교하여 더 잘 들리는 가사와 더 어려운 록 사운드를 특징으로 한다. 그 음반은 그 당시 R.E.M.의 가장 큰 성공이 되었고, 그 밴드는 빌보드 200에서 10위에 오른 첫 번째 톱 10 히트곡 (〈The One I Love〉)과 음반을 제공했다.

## 구성
《Document》는 R.E.M.이 밴드와 스콧 리트에 의해 공동 제작된 첫 번째 음반이었다. 이것은 《Green》, 《Out of Time》, 《Automatic for the People》, 《Monster》, 그리고 《New Adventures in Hi-Fi》의 프로듀싱을 통해 계속된 협업이었다. 이 음반의 명확한 프로듀싱과 힘찬 록 리프는 둘 다 밴드가 주류의 성공을 향해 나아가는 데 도움을 주었고 그들의 이전 음반 《Lifes Rich Pageant》를 프로듀싱했던 돈 게먼의 작업을 기반으로 했다. 이 발매는 R.E.M.의 빌보드 핫 100 첫 톱 10 히트곡인 〈The One I Love〉를 9위로 시작했을 뿐만 아니라 그들의 첫 플래티넘 음반을 주었다.
〈Strange〉는 원래 포스트 펑크 밴드 와이어가 데뷔 음반 《Pink Flag》에서 녹음했다.
R.E.M.은 음반에서 그들의 악기를 다소 확장했고, 〈King of Birds〉에 덜시머를, 〈Fireplace〉에 색소폰을 추가했다. 스티브 베를린은 프로듀서 스콧 리트와의 이전 관계 때문에 색소폰 기술을 추가하기 위해 영입되었다. 이 실험은 그들의 후속 음반인 《Green》과 《Out of Time》에 두드러지게 등장했던 만돌린을 채택하게 할 것이다. 게다가, 그 밴드의 음악가들은 새로운 사운드를 만들고 정체를 피하기 위한 노력으로 콘서트와 스튜디오에서 악기를 교환하기 시작했다.

## 곡 목록
모든 곡들은 특별한 언급이 없는 한 빌 베리, 피터 벅, 마이크 밀스 그리고 마이클 스타이프가 작사/작곡하였다.
| #  | 제목                                                          | 작사·작곡                                                | 재생 시간 |
| -- | ------------------------------------------------------------- | -------------------------------------------------------- | --------- |
| 1. | 〈Finest Worksong〉                                           |                                                          | 3:48      |
| 2. | 〈Welcome to the Occupation〉                                 |                                                          | 2:46      |
| 3. | 〈Exhuming McCarthy〉                                         |                                                          | 3:19      |
| 4. | 〈Disturbance at the Heron House〉                            |                                                          | 3:32      |
| 5. | 〈Strange〉                                                   | 브루스 길버트, 그레이엄 루이스, 콜린 뉴먼, 로버트 그레이 | 2:31      |
| 6. | 〈It's the End of the World as We Know It (And I Feel Fine)〉 |                                                          | 4:05      |

| #   | 제목                     | 재생 시간 |
| --- | ------------------------ | --------- |
| 7.  | 〈The One I Love〉       | 3:17      |
| 8.  | 〈Fireplace〉            | 3:22      |
| 9.  | 〈Lightnin' Hopkins〉    | 3:20      |
| 10. | 〈King of Birds〉        | 4:09      |
| 11. | 〈Oddfellows Local 151〉 | 5:21      |